# 拉尚事件
拉尚事件或拉尚[note 1]是發生在42,200年至41,500年前的最後一次冰川期末期的一次地磁漂移（地球磁場的短暫逆轉）。它是於20世紀60年代在法國的克萊蒙費朗從拉尚熔岩流中發現的地磁異常中得知的。
拉尚事件是已知的第一次地磁漂移，也是已知地磁漂移中研究最徹底的一次。

## 背景和效果
自發現以來，磁漂移已在世界各地的地質檔案中得到證實。從正向磁場到反向磁場的轉變持續了大約250年，而磁場保持反向大約440年。在轉換過程中，地球的磁場至少下降到其當前强度的5%，當完全反轉時，磁場强度約為當前强度的25%。地磁場强度的降低導致更多的宇宙射線到達地球，導致宇宙成因核素鈹-10和碳-14的產生增加，大氣臭氧的减少，以及大氣環流的變化。
這種地磁場遮罩的喪失被認為導致了澳大利亞巨型動物的滅絕、尼安德特人的滅絕和洞穴藝術的出現。然而，由於缺乏確鑿證據表明拉尚事件與許多巨型動物物種的種群瓶頸之間存在因果關係，以及事件期間相對溫和的放射性同位素變化，人們對拉尚事件對全球環境變化的真正影響產生了重大懷疑。
因為它發生在大約42,000年前，這一時期被稱為亞當斯事件或亞當斯過渡地磁事件，這是對科幻作家道格拉斯·亞當斯的致敬，他在《銀河系漫遊指南系列》中寫道，「42」是生命、宇宙和一切的答案。

## 研究
澳大利亞研究委員會正在資助分析2019年在紐西蘭發現的一棵考裏樹的研究。放射性碳年代測定顯示，在這一事件發生的時間範圍內，這棵樹在42,500年至41,000年前還活著。

## 註解
1. ^ 這個名字來源於發現它的拉尚熔岩流，但在大多數科學文獻中都以「拉尚」（英語：Laschamp）的名字出現。

## 外部連結
- phys.org: An extremely brief reversal of the geomagnetic field, climate variability and a super volcano （页面存档备份，存于） (16. Oktober 2012)
- GFZ: Norbert Nowaczyk, Helge Arz, Ute Frank, Jessica Kind: Klima- und Magnetfeldvariationen während der letzten Eiszeit – Das Laschamp-Ereignis vor 41.000 Jahren （页面存档备份，存于） (2012)
- 地球磁極翻轉的威脅？新研究：可能導致尼安德塔人滅亡 （页面存档备份，存于）